# Indiana Jones and the Mystery of Mount Sinai
Indiana Jones and the Mystery of Mount Sinai ist ein 2009 bei Scholastic veröffentlichter Abenteuerroman von J. W. Rinzler, der für eine jüngere Leserschaft geschrieben wurde. In diesem geht der Abenteurer und Archäologe Indiana Jones im Auftrag des amerikanischen Militärgeheimdienstes Hinweisen auf mächtige Waffen längst untergegangener Zivilisationen nach, die ihn über Yucatán und Italien zum Berg Sinai führen. Der Roman bildet eine Einheit mit dem im selben Jahr erschienenen ersten Band der Reihe Indiana Jones and the Pyramid of the Sorcerer. Beide Werke wurden bislang nicht in das Deutsche übersetzt.

## Handlung
1941: Nachdem Indiana Jones erfolgreich im Auftrag des amerikanischen Militärgeheimdienstes verhindert hat, dass es den Nationalsozialisten gelingt, die Halle der Aufzeichnungen für ihre Zwecke zu nutzen, bespricht er sich in Mérida mit seinem Auftraggeber Musgrove, der Jones erneut für einen Auftrag anwerben will: Den Nationalsozialisten war es weniger darum gegangen, mit der Halle die Zukunft zu beeinflussen, das wirkliche Interesse Adolf Hitlers und des Dritten Reichs liege vielmehr darin, an neuartige Waffen zu gelangen. Eine Reihe deutscher Wissenschaftler ist derzeit auf der Suche nach Überresten untergegangener Zivilisationen, die vor Tausenden von Jahren auf der Erde bestanden haben. Eine zentrale Figur spielt hierbei ein für das Ahnenerbe arbeitendes SS-Mitglied namens Helmut von Mephisto, über dessen derzeitigen Aufenthalt jedoch nichts bekannt ist. Musgrove gibt zu, dass sie die Spur der Deutschen verloren haben. Jones soll nun versuchen, die Fährte wieder aufzunehmen.
Er entschließt sich schließlich dazu, den Auftrag anzunehmen und begibt sich mit seiner Begleiterin Bert mit Pferden zum nahegelegenen Itzamal. Jones erinnerte sich an den Forscher Harold Oxley, der davon ausging, dass ein Zusammenhang zwischen den Pyramiden Lateinamerikas und denen im Nahen Osten besteht, er hielt Itzamal hierbei sogar für einen der zentralen Orte. Auf dem Weg durch den Dschungel werden sie von einem Jaguar angegriffen, der nur von ihnen ablässt, da er eine bessere Beute findet. Es handelt sich um einen Mann, der ihnen heimlich gefolgt war. Jones durchsucht dessen Kleidung und findet ein Telegramm, das von Mephisto stammt, der Fremde hatte den Auftrag, Jones zu beobachten. Am Ort angekommen stößt Jones bei der Pyramide in einem Cenote auf eine Stele, die eine Inschrift besitzt, die er zu entziffern jedoch nicht in der Lage ist, er erkennt, dass es sich um eine Mischung aus ägyptischen Hieroglyphen und Maya-Schriftzeichen handelt, zudem ist ein Symbol, das aus einem Punkt mit Kreis besteht, auffällig hervorgehoben.
Obwohl Harold Oxley ihnen als Experte weiterhelfen könnte, beschließt Jones, dass sie sich lieber an seinen Vater Henry Jones wenden. Sie begeben sich nach New Jersey zu dessen Haus und zeigen ihm die Symbole. Dieser hat die Symbole in dieser Kombination bisher auch nie gesehen, er erinnert sich aber, das Zeichen schon einmal gesehen zu haben und findet es in einem Werk des deutschen Philologen Karl Richard Katz von 1845. Sie erkennen, dass die von Katz dargestellten Zeichen denen von Jones gefundenen sehr ähnlich sind und wohl auch der Entdecker des Rosetta-Steins ähnliche Zeichen fand, es gelingt ihnen jedoch nicht, den Text zu entziffern. Henry geht jedoch davon aus, dass die Symbole der Schlüssel zu mächtigen, uralten Kräften sind. Zwar sei niemand in der Lage, sie zu entziffern, aber Henry verweist Jones auf Solon, den griechischen Gelehrten, der Ägypten bereiste und dort Umgang mit den Priestern hatte, dessen Werk hierbei weiterhelfen könnte. Jones wirft ein, dass das Solons Werk nicht überliefert wurde, Henry weiß jedoch, dass das Geheimarchiv des Vatikans hierzu etwas besitzt. Er nimmt Kontakt zu einem alten Freund in Rom auf, der ihnen vielleicht Zugang dazu verschaffen kann.
Jones und Bert reisen nach Rom, wo Jones als amerikanischer Reporter auftritt, der vom italienischen Faschismus fasziniert ist und darüber berichten will, um in den Vereinigten Staaten dessen Ansehen zu fördern. Er gehört einer Gruppe internationaler Besucher an, die durch den Vatikan geführt werden und niemand anderes als Benito Mussolini begleitet die Führung, was alle Teilnehmer bis auf Jones begeistert. Als dem Diktator jedoch ein Telefonat mit einem wichtigen Anruf aus Berlin gereicht wird, muss die Führung pausieren, da Mussolini wichtige Sachen über den Verlauf des Kriegs mit Hitler besprechen muss. Als dann auch noch Papst Pius XII. erscheint, nutzt Jones die Lage und sondert sich unbemerkt von der Gruppe ab. Er findet den Zugang zur Bibliothek, überwältigt den dort tätigen Schweizergardisten und steigt die Treppe nach unten. Er findet schließlich den Ort, wo die besonders alten Texte – noch aus Schriftrollen bestehend – aufbewahrt werden, weiß jedoch nicht, wo genau er suchen soll. Er wird von Rafaelo Mercati, den zuständigen Archivar, entdeckt, der beobachtet hat, dass Jones Teilnehmer der Führung war und sich nach hier unten begeben hat. Jones gibt offen zu, dass er auf der Suche nach einem Text von Solon ist und dass es sich um eine sehr wichtige Sache handelt, da er der Geheimhaltung unterworfen ist, kann er seinem Gegenüber jedoch nur sagen, dass es sich um eine Angelegenheit von großer Wichtigkeit für die Zukunft der freien Welt handelt. Mercati glaubt Jones und sucht ihm drei Schriftrollen heraus, die sie gemeinsam ansehen. Jones fragt schließlich, ob er sich diese ausleihen darf, woraufhin Mercati zuerst meint, dass es sich hierbei um keine Leihbibliothek handelt, lässt Jones jedoch die eine entscheidende Rolle, welche dieser braucht, schließlich einstecken, er solle sie nur nach dem Ende seines Auftrags wieder zurückgeben. Die Faschisten tauchen auf und Jones kann schließlich über den Turm der Winde nach draußen entkommen. In den Straßen Roms wird er jedoch bald von diesen eingeholt und sieht sich zudem deutschen Einheiten der SS gegenüber, die von Mephisto angeführt werden. Dieser fordert Jones dazu auf, ihm die Schriftrolle zu übergeben. Jones jedoch stürzt sich in die Menge und kann entkommen. Mephisto stürzt schließlich in den Tiber, wo sich sein elektrischer Arm stark entlädt, Jones sieht noch, wie er von seinen Männern aus dem Wasser gefischt wird, und geht davon aus, dass er tot ist.
Gemeinsam mit Bert und zwei italienischen Straßenkindern namens Giovanni und Isabella, deren Eltern verhaftet worden sind, begeben sie sich nach Ägypten. Dort werden sie nach ihrer Ankunft von einem Amerikaner namens Huey McDonald, den Musgrove geschickt hat, empfangen. Jones findet im Wagen durch Zufall einen Mitgliedsausweis des Deutsch-Amerikanischen Bundes, eine Vereinigung, deren Mitglieder mit dem nationalsozialistischen Deutschland sympathisieren. Er spricht McDonald darauf an, der ihm schließlich die Schriftrolle mit Gewalt abnehmen will, jedoch von Jones überwältigt werden kann.
Die Gruppe begibt sich danach zu Beduinen, unter denen sich ein Imam befindet, den sie aufsuchen wollen. Der Mann hat dem amerikanischen Militärgeheimdienst bereits bei der Suche nach der Bundeslade vor einigen Jahren mit seinem Wissen gute Dienste erwiesen. Jones zeigt ihm die Schriftrolle und der Imam verweist darauf, dass es sich bei dem im Text erwähnten Brot der Götter, dem biblischen Manna, um etwas handelt, das aus Platin, Gold, Iridium, Rhodium, Palladium und Ruthenium gemacht ist, eine einzigartige Form von Siliciumdioxid, die bei Erhitzung nahezu gewichtslos wird, weil ihre Atome sich in eine andere Dimension umgeben. Das Wissen darum sei damals von den Tempelrittern in Jerusalem im Tempel Salomons gefunden worden, mit dem Ende des Ordens geriet dieses Wissen aber wieder in Vergessenheit. Jones ist danach nicht sicher, was er aus diesen Worten machen soll, ahnt aber, dass auf dem Sinai etwas auf seine Entdeckung wartet, was als schreckliche Waffe benutzt werden könnte.
Sie begeben sich zum Berg Sinai, wo Jones alleine den 1904 entdeckten Tempel der Göttin Hathor betritt, wo die Deutschen bereits vor ihm waren. Auf einem Altar bemerkt er ein feines weißes Pulver, das er in eine mitgebrachte Phiole gibt. Jones untersucht die Anlage und findet einen Raum, wo die Deutschen ein Loch in die Wand gesprengt haben, um in den dahinter liegenden Durchgang zu gelangen. Jones begib sich in diesen und gelangt in eine sehr große unterirdische Halle und sieht dort, wie die Deutschen, angeführt von dem immer noch lebenden Mephisto, versuchen, einen Durchgang, der sich zwischen zwei Kolossen befindet, zu begehen. Ein deutscher Wissenschaftler rezitiert dazu Sprüche aus einem Buch, während ein Soldat durchgeschickt wird, der jedoch den Tod findet. Als sich kein Freiwilliger mehr findet, will Mephisto die gefangene Bert und die beiden Kinder durchschicken, woraufhin Jones sich zu erkennen gibt. Mephisto meint, die drei leben zu lassen, wenn Jones sich der Sache annimmt. Dieser lässt Holzhaufen errichten, die entzündet werden und er gibt in das Feuer einen Teil des Pulvers, das er im Tempel gefunden hat, da er sich an das Gespräch mit dem Imam erinnert. Daraufhin heben sich die beiden Kolosse in die Höhe und geben einen Zugang frei, durch den Jones kriecht und in eine Halle gelangt, in deren Mitte ein großer Obelisk zu finden ist, dessen Ecken ungewöhnlicherweise jedoch abgerundet sind. Jones soll erschossen werden, da er nun nicht mehr von Nutzen ist. Er setzt sich zur Wehr und Mephisto feuert mit seinem Stahlarm auf ihn, dabei wird jedoch der Obelisk getroffen, der daraufhin grünlich leuchtet und zu summen beginnt.
Da die Kolosse nur so lange in der Luft sind, wie das Feuer brennt, kann Jones gerade noch entkommen, die hinter ihm befindlichen Deutschen werden zerquetscht. Sie verlassen den Berg und begeben sich zurück zu den an dessen Fuß befindlichen Beduinen, wo ihnen ein Telegramm von Musgrove übergeben wird, der meldet, dass es gelungen ist, die Eltern der beiden Kinder ausfindig zu machen. In Rom soll die Zusammenführung erfolgen, die Familie dann in die Vereinigten Staaten auswandern. In Port Said treffen sie sich mit Musgrove, Jones übergibt diesem die Phiole mit dem Pulver sowie das Buch, das er dem deutschen Wissenschaftler entwenden konnte, zudem die Schriftrolle, die er bittet, dem Vatikan zurückzugeben. Während Bert beschließt, mit den Kindern in die Vereinigten Staaten zu gehen, um ihnen zu helfen, sich und ihrer Familie in der neuen Heimat zurechtzufinden, bittet Musgrove Jones um Hilfe in einer weiteren Angelegenheit, die diesmal nichts mit den Deutschen zu tun hat, sondern nach Japan führt, es würde bereits ein U-Boot für den Transport dorthin bereitstehen.
In der Anlage im Berg Sinai beobachtet der schwer verletzte und im Sterben liegende Mephisto, wie sich der Obelisk wie eine Rakete durch eine Öffnung in der Decke in den Himmel erhebt. Er folgt der Flugbahn, bis das Objekt verschwunden ist, und denkt, die Konstellation Orion als Ziel zu erkennen.

## Ausgaben
- J. W. Rinzler: Indiana Jones and the Mystery of Mount Sinai, Scholastic, New York 2009, ISBN 978-0-545-11206-2.